# Моэ, Эрлинг
Эрлинг Моэ (норв. Erling Hagset Moe; род. 22 июля 1970, Молде, Мёре-ог-Ромсдал) — норвежский футбольный тренер.

## Карьера
Играл за «Трефф» из города Молде — команду одного из низших норвежских дивизионов. Затем, с 1999 по 2002 год, тренировал эту команду, в 2002 году она вылетела из второго дивизиона (третий по уровню) в третий.
С января 2005 года в течение длительного времени работал в структуре клуба высшего дивизиона «Молде» тренером юниорских команд и координатором по развитию талантов, с перерывом в 2011 году, когда во второй части сезона тренировал клуб второго дивизиона «Кристиансунн».
С 2015 года — в тренерском штабе главной команды «Молде». Был помощником Уле Гуннара Сульшера, исполняющим обязанности главного тренера. С 2019 — главный тренер.

## Достижения
- Чемпион Норвегии: 2019, 2022
- Обладатель Кубка Норвегии: 2021/22, 2023
- Тренер года в Норвегии: 2022[8]